# Chegada dos portugueses ao Japão
A Chegada dos Portugueses ao Japão é um acontecimento histórico que marca o inicio das relações entre Portugueses e Japoneses, bem como do Período Nanban entre Europa e Japão. 
Nota: Este artigo dá suporte de contexto a outros artigos, relacionados com missionários, aventureiros, navegadores, batalhas, etc, juntando as fontes de informação num só artigo.

## Contexto

### Portugal
Com a Conquista de Ceuta em 1415 no norte de África inicia-se a época de ouro de Portugal, com uma grande expansão e os Descobrimentos Portugueses. 
Com a Descoberta do caminho marítimo para a Índia, pelo Oceano Índico, em 1498, inicia-se a expansão portuguesa pela Ásia. A tomada de Cochim em 1503, de Goa em 1510, de Malaca em 1511, o envio de embaixadas a diversos reinos e a descoberta das ilhas das especiarias Molucas em 1512, consolidaram Portugal como uma potência militar e comercial mundial, criando o Império Português, o primeiro império à escala mundial
Em 1554 Portugal consegue entrar na China, primeiro em Lampacau, depois em Macau onde obtém uma concessão em 1557.
Com a expansão de Portugal, D. João III em 1539 solicita ao Papa Paulo III o envio de missionários para embarcar nos barcos portugueses e evangelizar as terras distantes onde os portugueses se relacionam. O Papa envia então alguns jesuítas, entre eles vem Francisco Xavier,  que funda o missionarismo jesuita no Oriente.
Com a morte do Rei D. Sebastião na desastrosa Batalha de Alcácer-Quibir cria-se as condições para que em 1580 seja criada a União Ibérica, que reuniu as coroas de Portugal e Espanha, unificando o Império Português e o Império Espanhol, debaixo da Dinastia Filipina. As guerras dos reis Filipes com Inglaterra e Holanda degradam o domínio Português no Oriente. Em 1640 Portugal recupera o seu próprio rei e recupera parcialmente das perdas entre 1580 e 1640, mas nunca mais recuperou o domínio que tivera.  

### China
Na China, a dinastia Ming substituiu os mongóis em 1368, unificando a China. Quando os Portugueses chegam à China e ao Japão governa o imperador Jiajing.

### Europa
Em 1453 o Império Otomano conquista Constantinopla, acabando com o Império Bizantino, abrindo por completo as portas da Europa aos muçulmanos. Jerusalém tinha sido perdida para os muçulmanos em 1187, sendo incorporada no Império Otomano em 1517. Os reinos cristãos estavam divididos em várias guerras e só em 1492 os muçulmanos são expulsos da Península Ibérica.
Em 1517, Martinho Lutero iniciava o protestantismo aumentando ainda mais as divisões entre os Europeus, abrindo uma era de guerras de religião na Europa.

## Chegada ao Japão
A primeira referência na Europa ao Japão é por via de Marco Polo, com a designação de Cipango.
Os primeiros Portugueses chegam ao Japão em 1542 ou 1543, existindo várias versões:

### Desvio de Junco
Segundo António Galvão no seu livro Tratado dos Descobrimentos de 1563 teriam sido três Portugueses chamados de António Peixoto, António da Mota e Francisco Zeimoto a chegar num junco ao Japão.
Os três Portugueses estavam num barco comandado por Diogo de Freitas e enquanto estavam aportados em Aiutaia (capital do antigo Reino de Aiutaia, actual Tailândia) decidiram fugir (não se sabe as razões). Embarcaram num junco chinês para irem até Shuangyu, mas o barco teria sido apanhado numa tempestade e desviou-se para o Japão, para a ilha de Tanegashima .
Shuangyu era na época a base de operações dos piratas do Sindicato Shuangyu, liderados por Wang Zhi (pirata). A história do desvio do junco pode ter sido apenas uma forma de omitir a participação de Wang Zhi.

### Wang Zhi
Segundo as fontes japonesas Teppo-ki (鉄砲記) e Tanegashima Kafu (種子島家譜), os Portugueses teriam sido trazidos pelo pirata Wang Zhi (pirata) em 1543 para a ilha de Tanegashima.
Wang Zhi foi um lendário líder de piratas wako. Nos anos 1540s tinha a sua base de operações em Shuangyu, um porto na ilha de Liuheng (província chinesa de Zhejiang) bem como um entreposto de contrabando entre China e Japão, fomentado pelas proibições Haijin do imperador chinês.
Não se sabe com certeza se os Portugueses levados por Wang Zhi ao Japão eram António Peixoto, António da Mota e Francisco Zeimoto. É também desconhecida a forma como o pirata conheceu os Portugueses. A fuga dos 3 Portugueses para Shuangyu, a base de operações dos piratas woku, parece encaixar numa relação com Wang Zhi.
Parece certo é que o pirata levou deliberadamente os Portugueses a Tanegashima para fazer comércio / contrabando, já que Tanegashima pertencia ao feudo de Hirago, governado pelo daimiô Matsura Takanobu, aliado de Wang Zhi.
Wang Zhi sendo de origem chinesa serviu de interprete desenhando na areia em chinês, uma língua com semelhanças com o japonês na época, abrindo assim um canal de comunicação.
Os Portugueses sendo estranhos, causaram sensação e foram levados ao líder local Tanegashima Tokitaka. Com a ajuda de Wang Zhi foi explicado o funcionamento das armas de fogo e provavelmente da pólvora.
As armas de fogo seriam chamadas pelos japoneses de armas de tanegashima , atestando que a chegada dos Portugueses foi através de Wang Zhi em 1543 a Tanegashima, sendo este considerado o marco oficial da chegada dos primeiros Portugueses / Europeus / Ocidentais ao Japão.
Wang Zhi obteve imenso lucro posteriormente no fornecimento aos japoneses de sal e outros materiais necessário para fabricar pólvora e armas.

### Fernão Mendes Pinto, Diogo Zeimoto e Cristóvão Borralho
Fernão Mendes Pinto foi um aventureiro Português que ingressou em diversas viagens pelo Oceano Índico, tendo provavelmente contactado japoneses e/ou terras japonesas, fosse ao serviço de piratas ou corsários, ou ao serviço do Capitão-Mor de Malaca, Pedro de Faria.
As suas aventuras foram descritas no livro Peregrinação , incluindo a chegada ao Japão em 1541.
Fernão Mendes Pinto relata que tinha como companheiros de viagem Diogo Zeimoto e Cristóvão Borralho e que mostraram armas de fogo aos japoneses.
Como as noticias na época viajam lentamente e de forma limitada é possível que Fernão Mendes Pinto ou mesmo outros Portugueses tenham de facto chegado ao Japão primeiro que outros.
Fernão Mendes Pinto encontra mais tarde Francisco Xavier, que o influnecia e o faz entrar para a Companhia de Jesus, para integrar uma missão jesuíta no Japão.

## Missionários
A vinda de missionários ao Japão marca também a chegada de uma vertente da cultura Europeia, o Cristianismo.  
Francisco Xavier chega ao Japão em 1549, fundou as primeiras congregações cristãs em Hirado (ou Firando), Yamaguchi e Bungo. Em 1551, com a chegada de mais missionários, Francisco Xavier parte para novas missões.
Os jesuítas desejavam que as carracas visitassem vários locais, mas os mercadores preferiam um porto seguro e estável. O daimiô de Hirado, Matsura Takanobu, recebeu bem inicialmente os missionários para agradar aos Portugueses mas  tornou-se hostil assim que a evangelização se tornou incómoda. Matsura Takanobu expulsou os missionários de Hirado em 1558. Em 1561, 15 Portugueses são mortos em Hirado, 1 capitão é morto. Perante tantos problemas, os Portugueses procuraram outro porto de abrigo melhor que os fez ir parar a Nagasaki.
A actividade dos missionários faz aumentar a influência dos Portugueses, mas também provocam conflitos com os budistas.

## Japão
Os portugueses encontraram um Japão em pleno Período Sengoku, que passava por grandes reviravoltas políticas, o que afectava outras instâncias da vida no país. Com o xogunato Ashikaga em queda (terminou em 1573), os senhores das regiões autónomas daimiôs disputavam a liderança na reconquista da centralização do poder num só governante. Sucedem-se três imperadores Go-Nara, Ogimachi e Go-Yozei no meio da guerra civil. Os imperadores do Japão tinham um poder simbólico semelhante ao Papa, mas quase nenhum poder politico, dependendo do shogun para controlar o país em todos os seus aspectos.
Tanegashima estava debaixo do controle do daimiô Matsura Takanobu, assim como Hirado, o primeiro porto fixo usado pelos portugueses. Em 1561, depois de vários ataques, os portugueses optam por mudar para o porto de Yokoseura, controlado pelo daimiô Omura Sumitada. Uma revolta budista em 1564 obriga os portugueses a mudarem para Nagasaki. Em 1580 é atribuída uma concessão por Nagasaki, semelhante a Macau, que dura até ser ocupada por Tokugawa Ieyasu em 1586, mantendo-se no entanto como a porta de entrada para trocas comerciais com os europeus.
As armas de fogo, em particular o arcabuz, passaram a ser compradas regularmente pelos japoneses. Foram também copiadas e fabricadas por todo o Japão, passando a ser usadas nas guerras internas japonesas do Período Sengoku. Em poucos meses já existiam centenas de armas fabricadas no Japão, e por volta de 1556 já estavam espalhadas por todas as povoações e exércitos.
Os barcos portugueses comerciais eram chamados de Barcos Negros.
Só em 1603 o Japão seria novamente reunificado debaixo do mesmo xogun com Tokugawa Ieyasu, iniciando o Xogunato Tokugawa. Em 1614 Tokugawa Ieyasu decretou a expulsão dos cristãos.
Em 1633 o xogun Tokugawa Iemitsu proibiu a religião cristã no Japão, e depois de uma rebelião cristã ordenou o isolamento do Japão Sakoku.

## Os Holandeses
Os Portugueses perdem gradualmente o domínio do Oriente e influencia devido à União Ibérica e as guerras com Holanda (que continuaram depois do fim da União Ibérica em 1640).
Os Holandeses chegam ao Japão em 1600 através do serviço do navegador inglês William Adams. Em 1609 os Holandeses criam o seu primeiro entreposto em Hirado, usando a Companhia Holandesa das Índias Orientais.
Aproveitando as convulsões no Japão e a expulsão dos Portugueses em 1639, ganham a exclusividade comercial e mudam-se para Nagasaki, em 1641, aproveitando as infraestruturas de Dejima.